# Liste des préfets apostoliques de Cubango en Angola
Liste des préfets apostoliques de Cubango en Angola
La préfecture apostolique de Cimbébasie est créée ex nihilo le 3 juillet 1879.
Elle change de dénomination le 1er août 1892 pour devenir la préfecture apostolique de Cimbébasie Supérieure (ou Haute Cimbébasie), puis à nouveau le 10 janvier 1921 pour devenir la préfecture apostolique de Cubango en Angola.
Elle est supprimée en 1941.

## Liste des préfets apostoliques
- 3 juillet 1879-20 septembre 1887[2] : Charles Duparquet[3] (Charles Victor Aubert Duparquet) († 24 août 1888), premier préfet apostolique de Cimbébasie, ou, selon les sources, vice-préfet (le préfet étant le supérieur de l'Ordre des Spiritains).
- 20 novembre 1887[2]-1891 : François Schaller, préfet apostolique de Cimbébasie[4].
- 3 avril 1892-† 9 septembre 1908 : Ernest Lecomte[5], préfet apostolique de Cimbébasie, puis de Cimbébasie Supérieure (1er août 1892).
- 1909-4 novembre 1909 : Père André[2], préfet apostolique de Cimbébasie Supérieure, démissionne.
- 16 novembre 1909-† 30 novembre 1937 : Alfred Keiling (Alfred Louis Keiling, ou Kelling), préfet apostolique de Cimbébasie Supérieure, puis de Cubango en Angola (10 janvier 1921).
- 1938-28 janvier 1941 : Daniel Gomes Junqueira, dernier préfet, devient évêque de Nova Lisboa.

## Sources
- L'ANNUAIRE PONTIFICAL, sur le site http://www.catholic-hierarchy.org, à la page